# Metro Ligero Línea 1

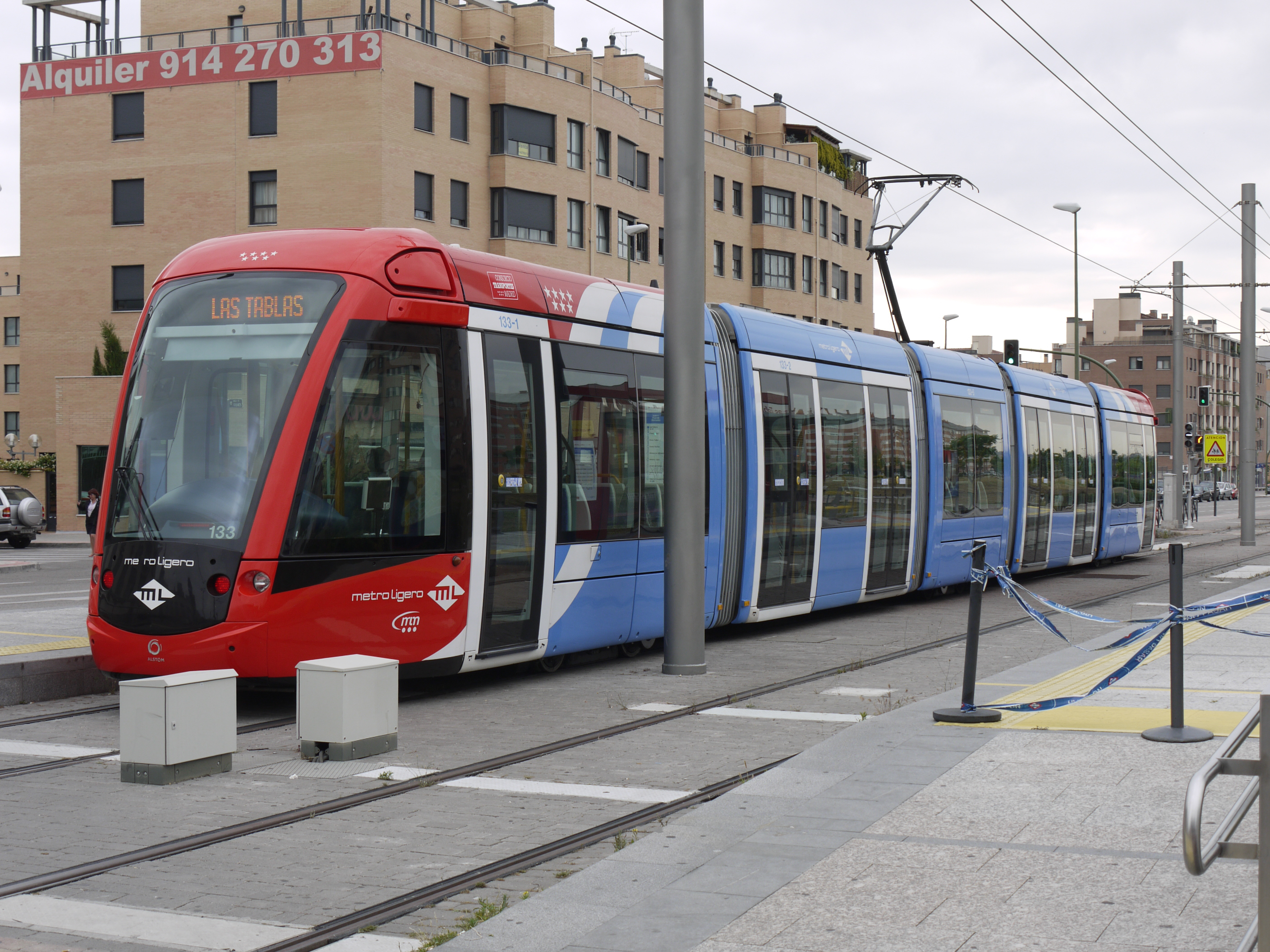
Spårvagn vid Las Tablas

Metro Ligero Línea 1 (ML-1) är en förortsbana i Madrid i Spanien, som ingår i linjenätet för Metro Ligero de Madrid inom kommunen Madrids tariffsystem. Linjen är 5,4 kilometer lång och har nio stationer i området Fuencarral-El Pardo, varav fem är under jord. Linjen förbinder stadsdelen Pinar de Chamartín, bebyggelseområdet Virgen del Cortijo och de nya distrikten Sanchinarro och Las Tablas.
Byggandet av linjen påbörjades 2004 och var avslutat i maj 2007. Största delen av linjen går under jord, genom tunnlar med liknande utseende som de smalspåriga delarna i resten av nätet, även om vissa delar går över jord.
Tågen på linjen är av låggolvsmodellen Alstom Citadis. Tågen kör i högertrafik, till skillnad från resten av Metronätet, för att inte hindra trafiken. Varje tåg består av fem vagnmoduler.

## Framtiden
En förlängning längs Calle de Arturo Soria har föreslagits för att täcka behovet av ett decentraliserat transportsätt i de östra delarna av huvudstaden.